# مات برازير
مات برازير (بالإنجليزية: Matt Brazier)‏‏ (2 يوليو 1976 - 4 فبراير 2019 ) لاعب كرة قدم من المملكة المتحدة.

## روابط خارجية
- مات برازير على موقع قاعدة بيانات كرة القدم.إي يو (الإنجليزية)
- مات برازير على موقع Soccerbase.com (لاعب) (الإنجليزية)
- مات برازير على موقع عالم كرة القدم.نت (الإنجليزية)